# Kasper Żelechowski

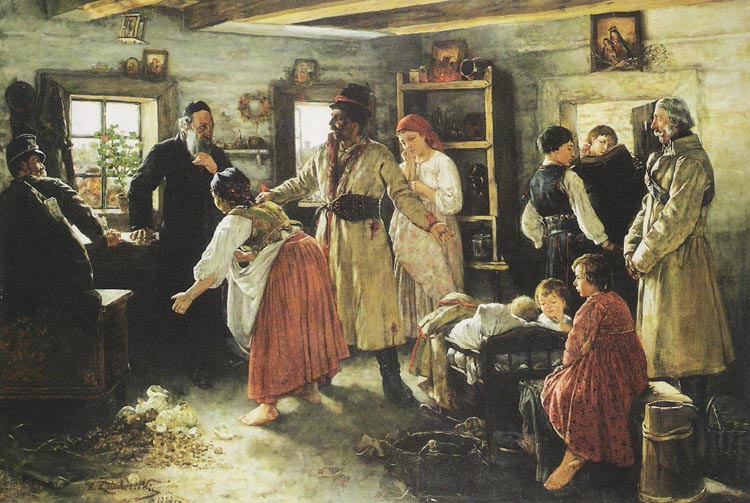
Wywłaszczenie, 1888

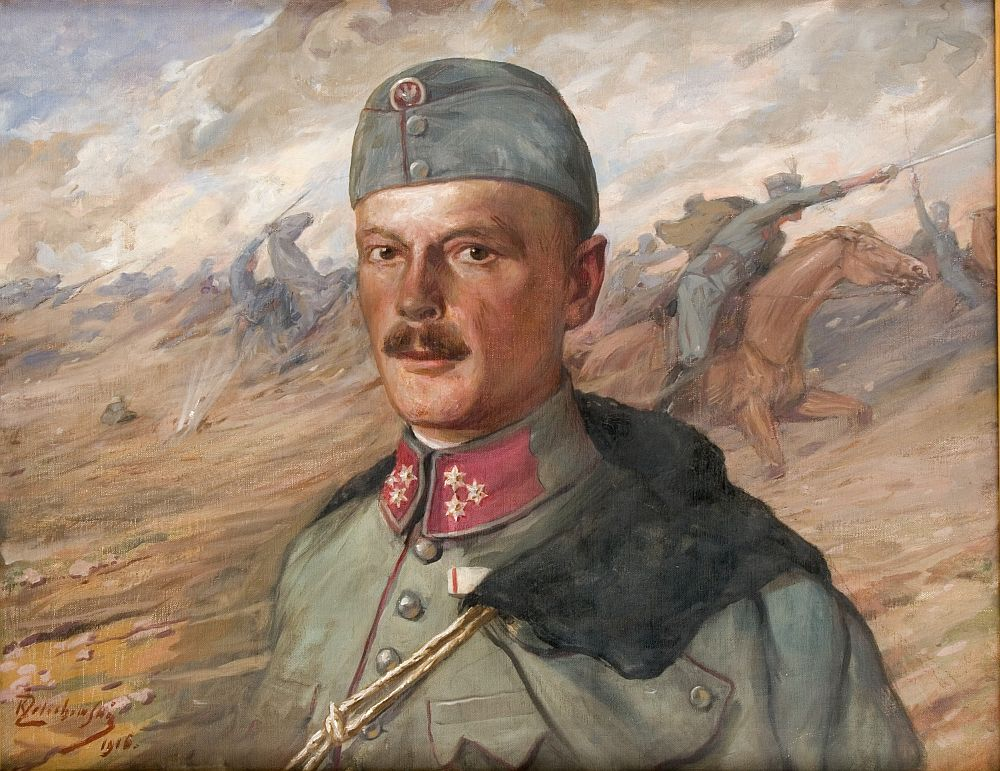
Portret rotmistrza Zbigniewa Wąsowicza, 1916

Kasper Żelechowski (ur. 5 stycznia 1863 w Kleczy Dolnej, zm. 8 lutego 1942 w Krakowie) – polski malarz, poeta, fotograf i pamiętnikarz.

## Życiorys
W latach 1879–1888 i 1893–1894 studiował w Krakowskiej Szkole Sztuk Pięknych był uczniem Jana Matejki na wydziale kompozycji, studiował także w Akademii monachijskiej w latach 1888–1890 pod kierunkiem Karla Rauppa.
Malował wiele portretów, pejzaże, a także sceny rodzajowe, niekiedy zabarwione treściami polityczno-społecznymi, oraz kompozycje z elementami fantastyki, osnute na motywach baśni i podań ludowych. Był jednym ze współtwórców Panoramy Tatr (1895) eksponowanej w Warszawie. Współpracował z krakowskim kabaretem „Zielony Balonik”. Po studiach zamieszkał na stałe w Krakowie, gdzie pracował i prowadził działalność wystawienniczą. Często prezentował je w Towarzystwie Przyjaciół Sztuk Pięknych. Wziął udział w Wystawie Sztuki Krakowskiego Związku Artystów Plastyków, jaka odbyła się w 1924 roku w Lublinie, oraz w 1929 roku w wystawie autoportretów w Krakowie. Jako były legionista i członek Polskiego Towarzystwa Gimnastycznego „Sokół” brał też udział w kilku wystawach poświęconych sztuce Legionów, m.in. w wystawach w Krakowie (1916) oraz w Warszawie (1917).
Żelechowski krótko prowadził zakład fotograficzny w Krakowie przy ulicy Podwale 14. Zasłynął jako autor zdjęć portretowych, w tym Włodzimierza Przerwy-Tetmajera z 1892 roku. Zakład Kaspra Żelechowskiego przejął w 1896 roku Alojzy Olma.
11 listopada 1937 roku został odznaczony Krzyżem Oficerskim Orderu Odrodzenia Polski.
Zmarł 8 lutego 1942 roku w Krakowie. Pochowany na cmentarzu Rakowickim (kwatera XXXV-płd-5).

## Wybrane dzieła
- Wywłaszczenie (1888)
- Róże w wazonie (1914)
- Półakt kobiecy (1927)
- Portret Góralki (1920, 1934)
- Portret Heleny Ożegalskiej (1912)
- Portret Włodzimierza Przerwy-Tetmajera (1892)
- Portret kobiety na tle pejzażu
- Strach
- Nędza
- Dożynki
- Zgliszcza
- Dziewczynka
- Wiejskie dzieci na łące

## Życie prywatne
Miał syna Włodzimierza, poetę i prozaika.